# Dřín lékařský
Dřín lékařský (Cornus officinalis) je opadavý keř podobný našemu domácímu dřínu obecnému. Je využíván v čínské medicíně a vzácně pěstován i v ČR.

## Popis
Dřín lékařský je opadavý keř nebo strom dorůstající výšky 4 až 10 metrů. Kůra je šedohnědá, ve stáří šupinovitě odlupčivá. Listy jsou vstřícné, 5 až 12 cm dlouhé, na líci zelené, na rubu světlejší a řídce pýřité krátkými přitisklými chlupy. Čepel listů je vejčitá až eliptická, se 6 až 7 páry postranních žilek. V paždí žilek jsou nápadné chomáčky dlouhých žlutavých chlupů. Na podzim se listy zbarvují do červenohnědých odstínů. Květy jsou drobné, žluté, vyrůstají v paždí listů ve vrcholičnatém květenství připomínajícím okolík a podepřeném listeny. V našich podmínkách kvete v březnu až dubnu, asi o 1 až 2 týdny dříve než náš domácí dřín obecný a před rozpukem listů. Plodem je podlouhlá červená až 2 cm dlouhá peckovice.
Druh je přirozeně rozšířen v Číně, Japonsku a Koreji. Roste v lesích, na lesních okrajích a horských svazích v nadmořské výšce 400 až 2100 m.
Od našeho dřínu obecného lze dřín lékařský odlišit podle nápadných chomáčků žlutavých chlupů v paždí listových žilek, v předjaří pak podle dlouhých květních stopek, které jsou asi 2x delší než podpůrné listeny.

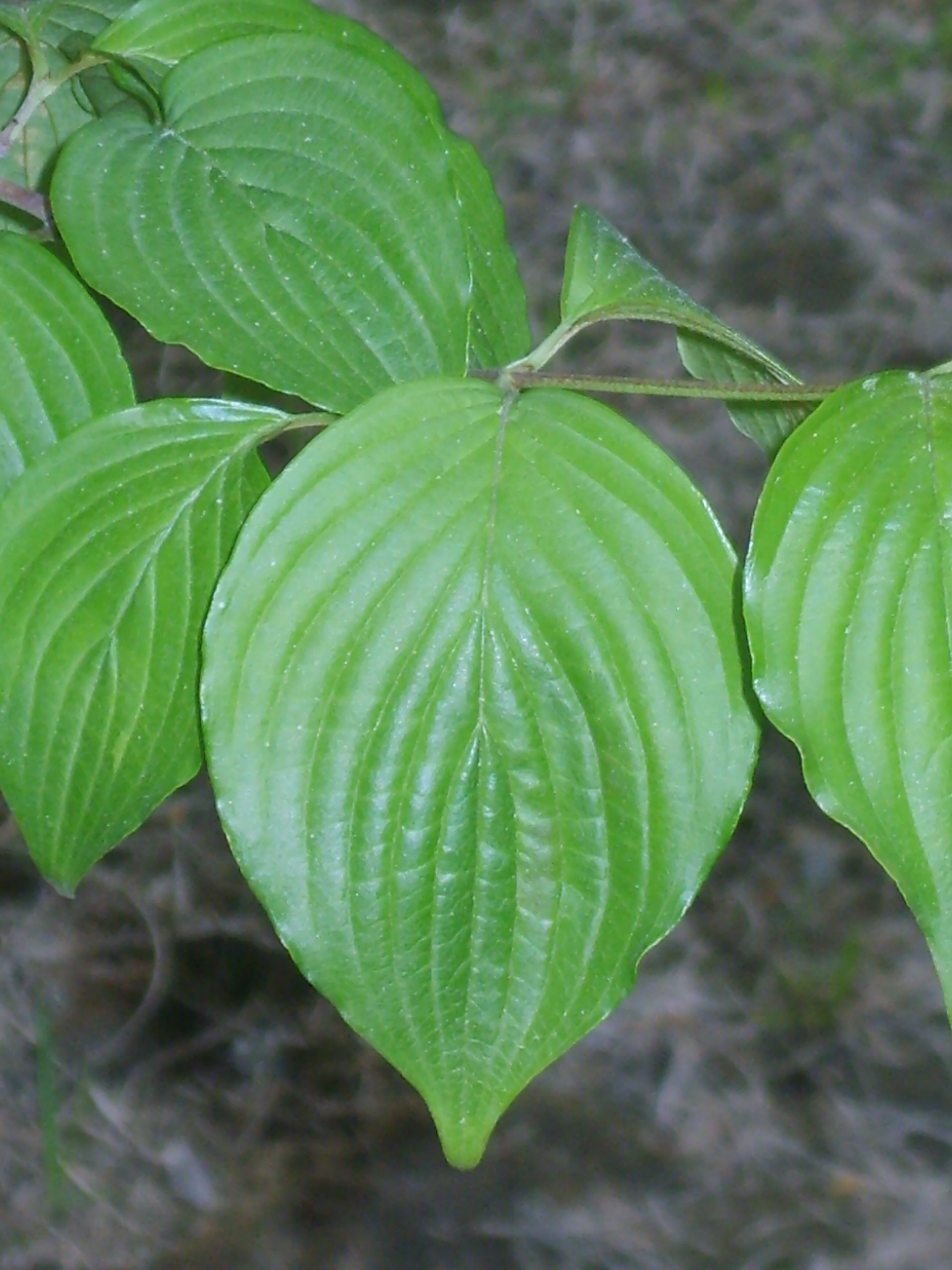
Olistění
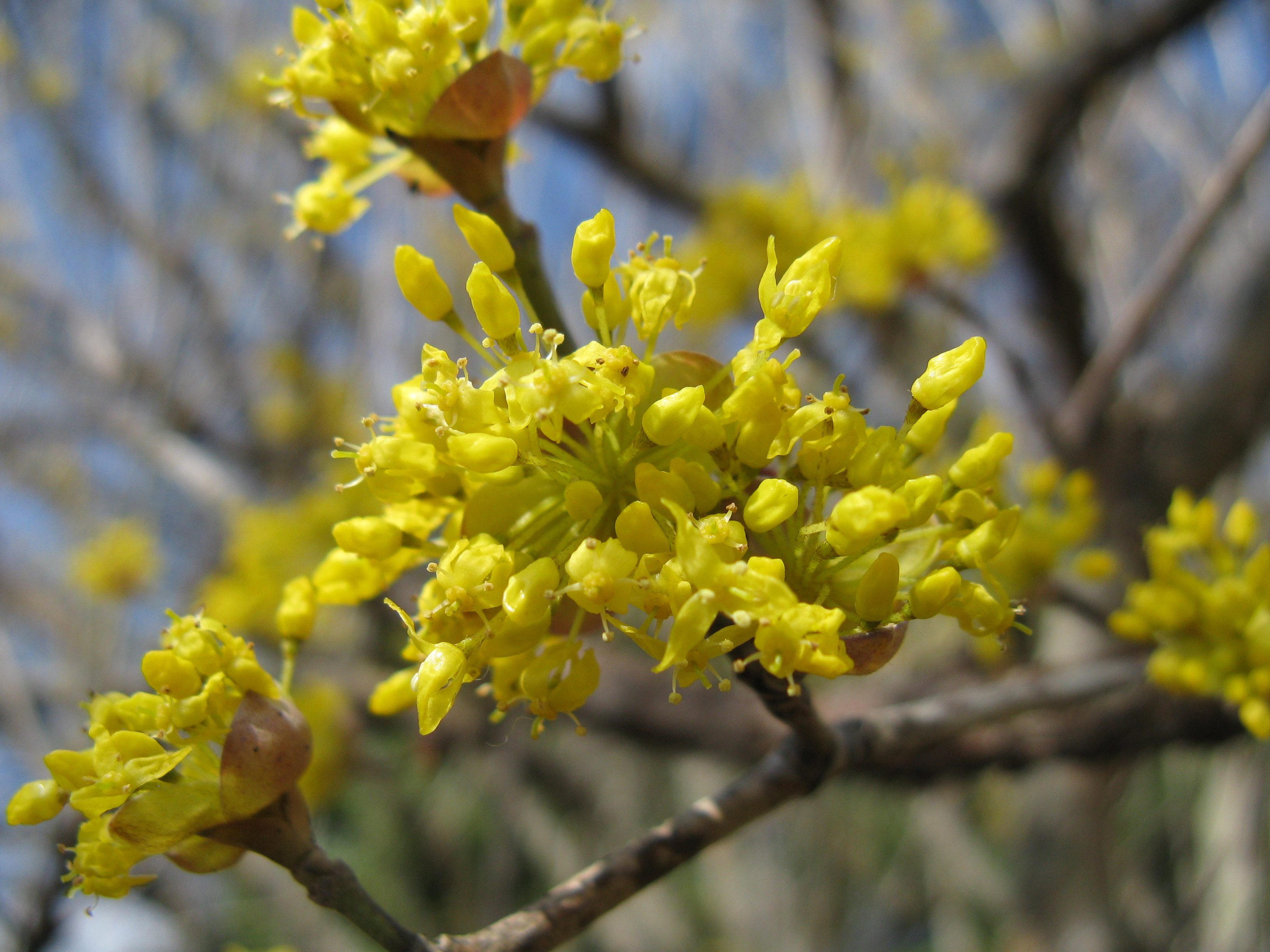
Květenství
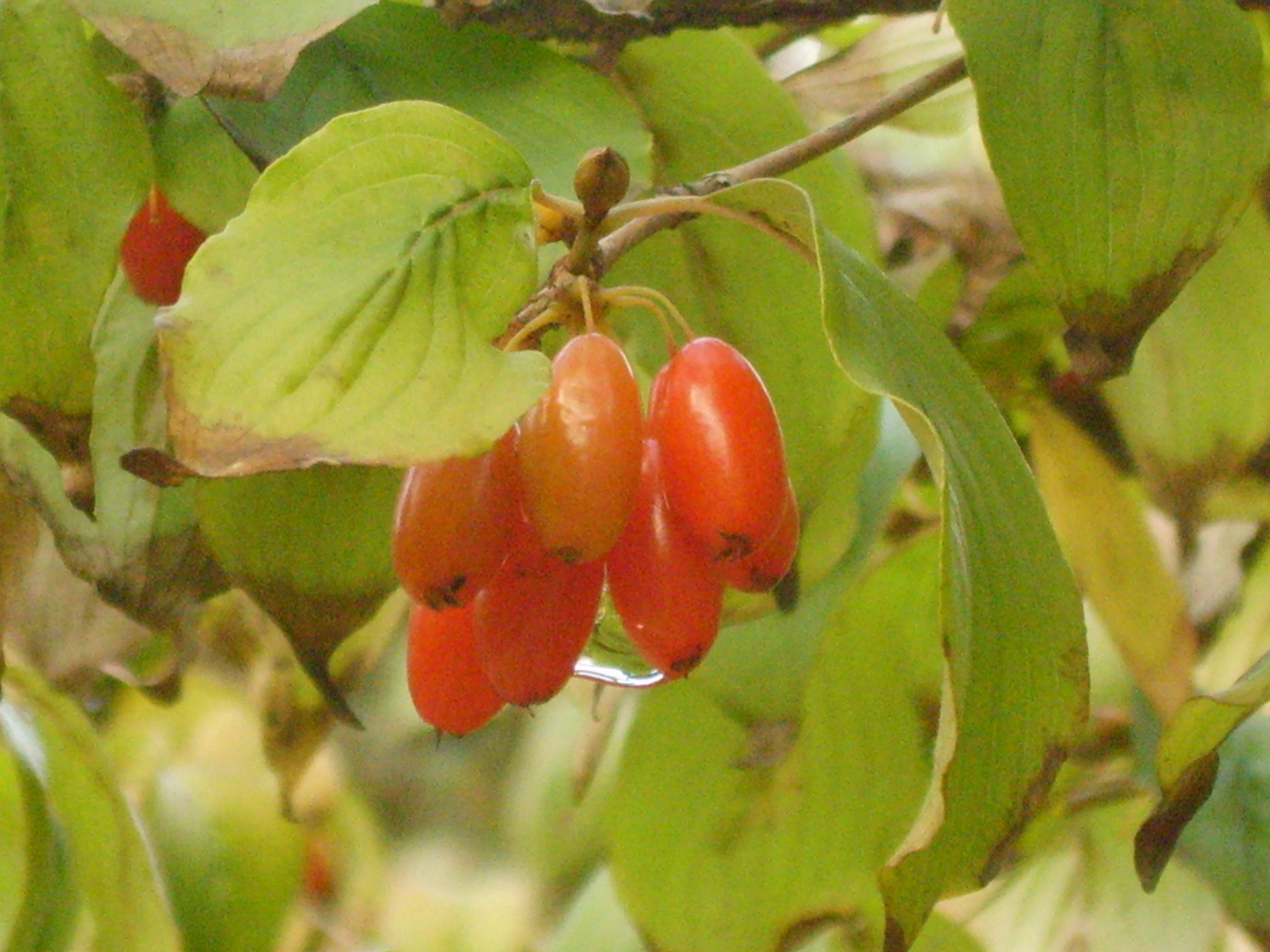
Plody
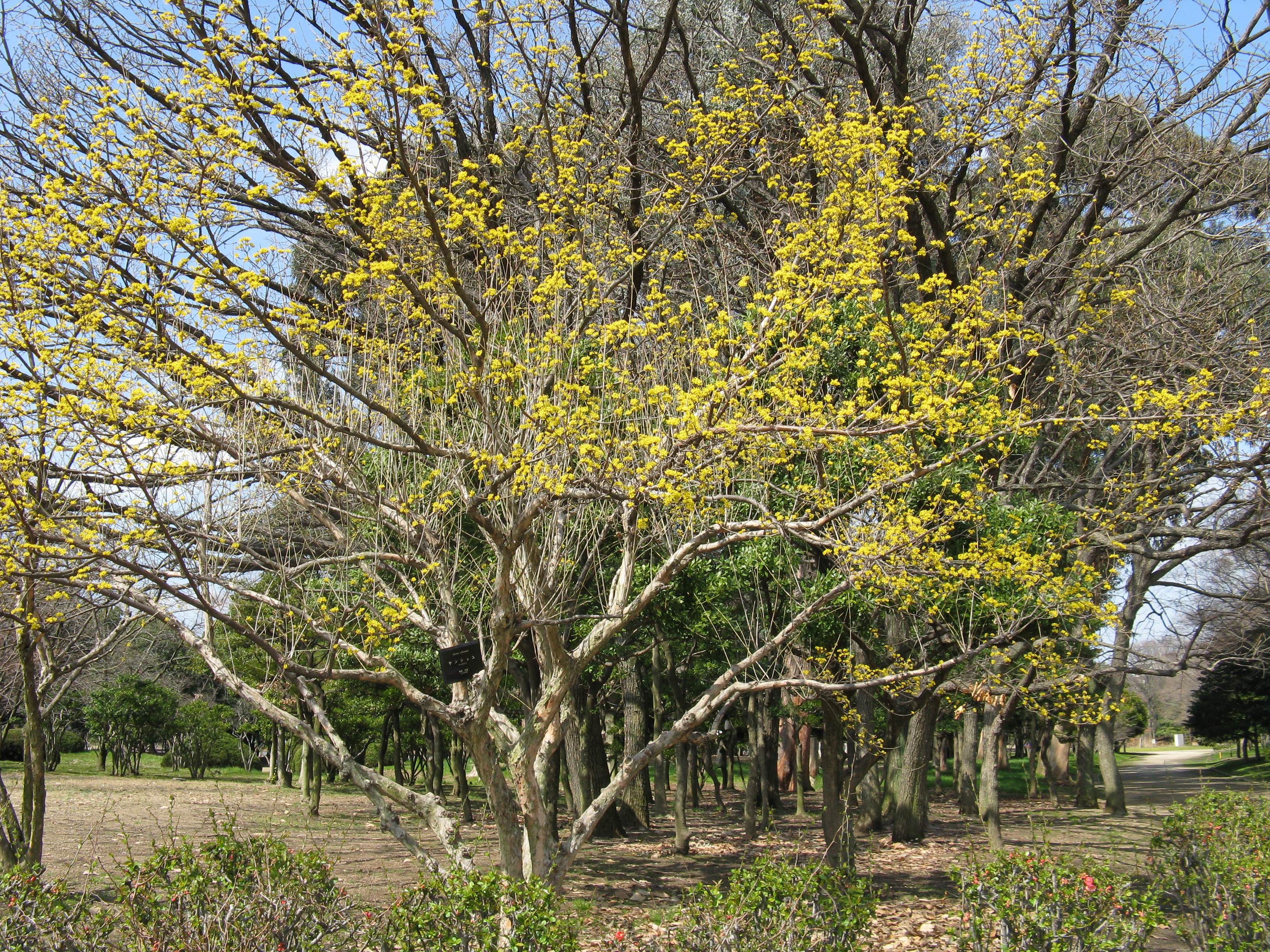
Celkový vzhled v době květu
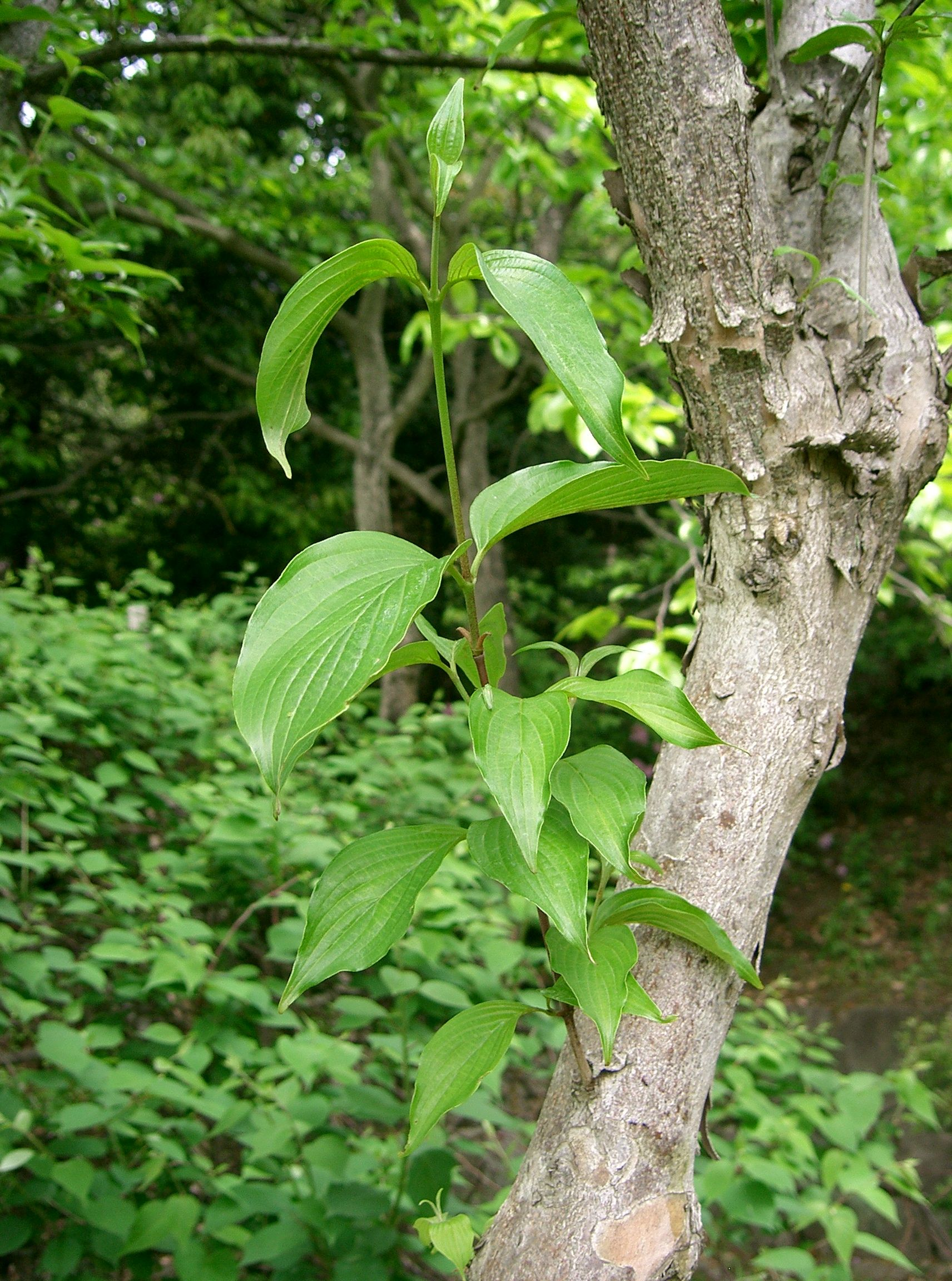
Kmen

## Obsahové látky
Plody obsahují různé organické kyseliny (jablečnou, vinnou, gallovou aj.), iridoidy (loganin, morronisid, verbenalin), dále hořčinu kornin, tanin a pryskyřici. Uváděn je i quinolglykosid.

## Využití
Plody jsou předepisovány v čínské medicíně jako tonikum při závratích, hučení v uších, impotenci, předčasném výronu semene, pomočování, chorobném pocení a ochablosti v bedrech a kolenou.
V Číně, Japonsku i Koreji je k lékařských účelům i pěstován.
V České republice je velmi zřídka pěstován jako sbírková dřevina, uváděn je např. z japonské zahrady v Pražské botanické zahradě v Tróji. Existují i okrasné kultivary, z nichž asi nejrozšířenější je japonský 'Kintoki', vysoký bohatě kvetoucí keř s jasně sírově žlutými květy a lesklou tmavohnědou odlupující se kůrou.